# Felső-Frankföld
Felső-Frankföld (németül Oberfranken) kormányzati kerület Bajorországban, 1 062 085 lakossal (2020). A kerület székhelye Bayreuth.

## Kerületrészek

### Járási jogú városok

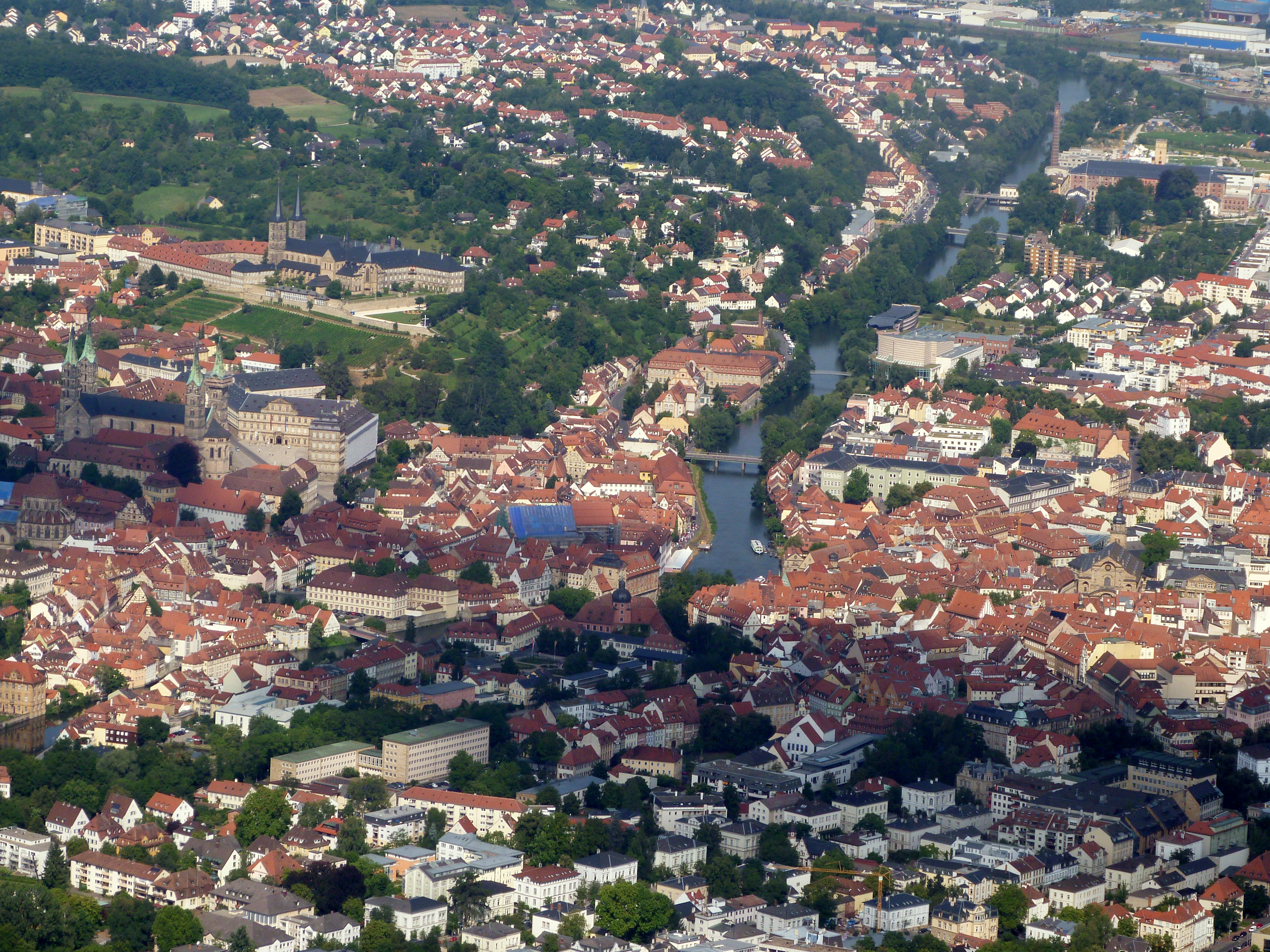
Bamberg
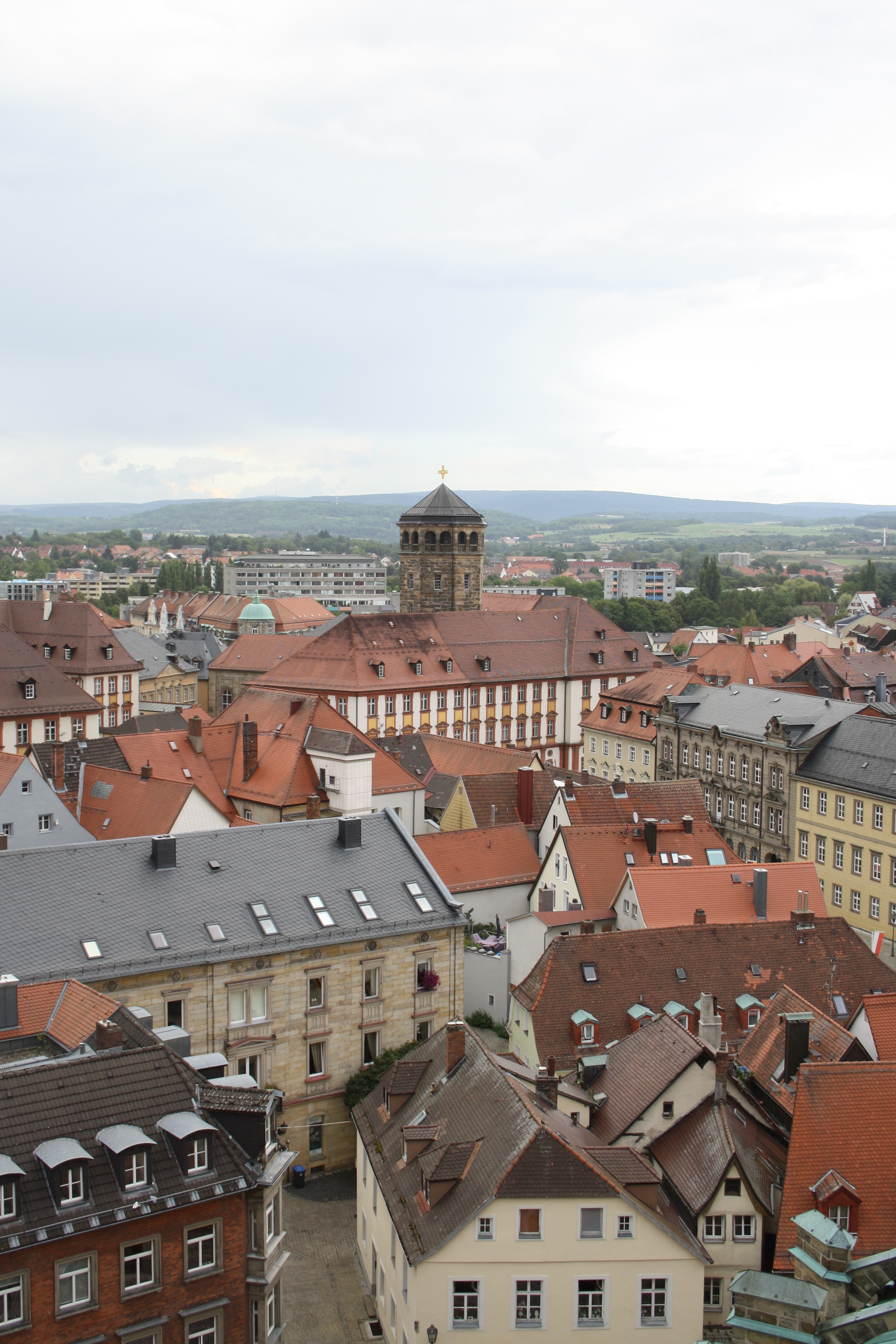
Bayreuth
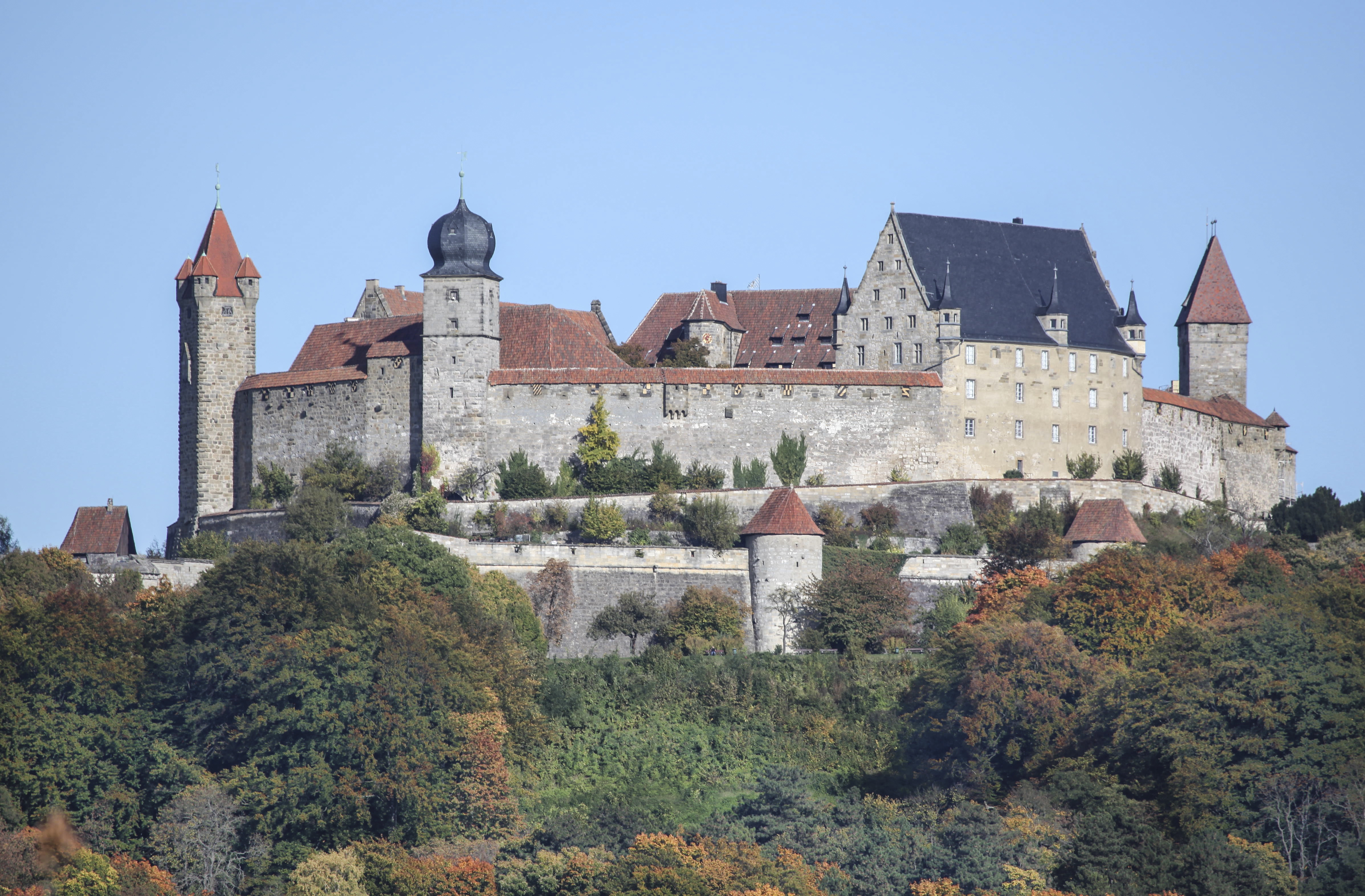
Coburg
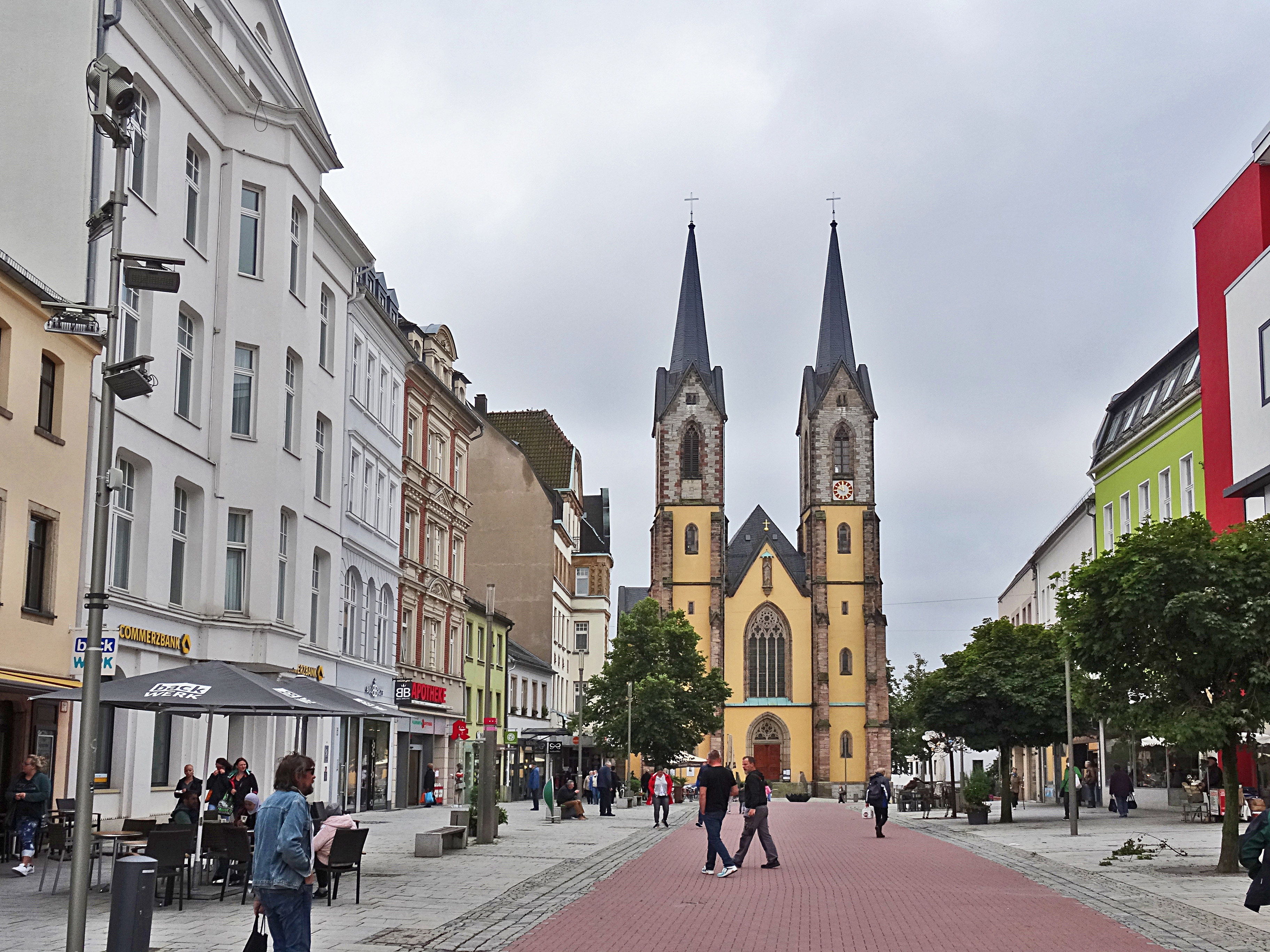
Hof

- Bamberg
- Bayreuth
- Coburg
- Hof

### Járások
- Bamberg járás
- Bayreuth járás
- Coburg járás
- Forchheim járás
- Hof járás
- Kronach járás
- Kulmbach járás
- Lichtenfelsi járás
- Wunsiedel im Fichtelgebirge járás

## Népesség
| Év   | Népesség  |
| ---- | --------- |
| 1900 | 0 608 116 |
| 1910 | 0 661 862 |
| 1939 | 0 790 151 |
| 1950 | 1 088 721 |
| 1961 | 1 056 087 |
| 1970 | 1 079 131 |
| 1987 | 1 036 576 |
| 2002 | 1 112 655 |
| 2005 | 1 101 390 |

## Külső hivatkozások
- https://web.archive.org/web/20190510143555/https://www.regierung.oberfranken.bayern.de/ (kormányzati kerület)
- http://www.bezirk-oberfranken.de Archiválva 2020. október 28-i dátummal a Wayback Machine-ben (kerület)